# 歩いてわかる 生活リズムDS
『歩いてわかる 生活リズムDS』（あるいてわかる せいかつリズムディーエス）は、2008年11月1日に任天堂より発売された生活リズムをチェックするコンピュータゲームである。ニンテンドーDSiと同時発売された。
Touch! Generationsの1つ。

## 概要
パッケージに同梱されている歩数計「生活リズム計」を持ち歩き、測定した歩数のデータを赤外線受発光部付きDSカードに転送して、歩いた時間帯や歩数を基に"生活リズム"をチェックする。
本作はニンテンドーDSでMiiが初めて対応された作品で、『似顔絵チャンネル』と同じように作成する機能が内蔵されており、後のMii対応ソフトに似たような機能が搭載されるようになる。本作では1つのソフトに4人（4つの生活リズム計）まで登録可能でそれぞれMiiを作成するが、作成しなくても自動的に作成されたMiiを選ぶことが可能。本作は犬の生活リズムチェックも可能のため、「犬」のMiiも作成可能。なお、MiiはWiiの『似顔絵チャンネル』から通信してコピーすることで本作から連れて来ることができる（連れて来たMiiは手直しすることはできないので、『似顔絵チャンネル』で手直しして入れ替える必要がある）。ただし、通信を行うには取扱説明書に掲載されているボタン入力を『似顔絵チャンネル』で入力することで通信機能が追加され、以降からは入力なしで通信機能が表示されるようになり、後のMii対応ソフトの取扱説明書に掲載されている。

## 生活リズム計
「生活リズム計」（せいかつリズムけい）は、ニンテンドーDS用の周辺機器で、『歩いてわかる 生活リズムDS』専用の歩数計である。縦4.5cm・横4cm・厚さ1cm・重さ15gで、リチウム電池で稼動する。パッケージには生活リズム計が2個（グレーと黒）と、専用フック（ベルトなどに取り付ける）が2個同梱されている。単体の生活リズム計も1,800円で別売されているが、あくまでもDSカードとの連携用に作成されているため、生活リズム計単体だけでは楽しむことができない。
1つの生活リズム計につき1人の登録が可能。
「生活リズム計」は一般的な歩数計と異なり、歩数表示の液晶画面がないが、インジケーターの色でDSカードで設定した目標歩数に達したかどうかがわかる。また、誤測定防止のため、連続10歩以上歩いた場合に1分ごとの歩数データが記録される。
DSカードへは赤外線通信でデータ送受信を行う。

## 内容

### 生活リズムチェック
「生活リズム計」の歩数をDSカードに転送し、1日の生活リズムのチェックを行うモード。1日ごとにプチ目標が提示され、目標が達成できたかどうかもチェックする。プチ目標には、「できるだけ歩きましょう」・「糖分は控え目に」など、様々なものが用意されている。生活リズムチェックは当日と前日の2日分が可能。

### みんなの記録

#### 記録をみる
くわしい生活リズム
時計を用いて1分ごとの詳しい歩数をチェックするモード。28日分の記録が保存される。タッチペンで手書きのメモを残すことも可能。
カレンダー
カレンダーを用いて1日ごとの歩数をチェックするモード。5年分の記録が保存される。
生活リズムグラフ
7日、あるいは30日分の歩数を一覧でチェックするモード。曜日ごとの確認も可能。
歩数グラフ
1か月、あるいは12か月分の歩数を折れ線グラフでチェックするモード。平均歩数の確認も可能。

#### 記録であそぶ
歩いて作る世界地図
これまでの歩数を使って絵を描くモード。絵は自動的に作成される。それぞれの絵には完成までの歩数が設定されており、例えば1つ目のお題「富士山」を描くには8,000歩必要。
リズムを合わせてライトアップ
各Miiの1日の歩数を使って、Miiの住む家などを明るくするモード。
みんなのランキング
各Miiのランキングをチェックするモード。測定した日数や最高歩数など、7つのランキング項目がある。
Wi-Fi通信
ニンテンドーWi-Fiコネクションに接続し、世界のランキングや世界の歩数合計をチェックするモード。
この内、「宇宙旅行」モードは、世界中のユーザーの歩数合計を用いて地球から太陽系の各惑星に歩いて渡ることを目的とする。
- 人類が地球を出発した日 - 本ソフトの日本国内の発売日2008年11月1日
- 地球から月 - 5億4857万歩・2008年11月14日到着
- 地球から火星 - 1119億1428万歩・2011年2月21日到着
- 地球から木星 - 8981億8571万歩
- 地球から土星 - 1兆8248億2857万歩
- 地球から天王星 - 3兆8877億歩
- 地球から海王星 - 6兆2106億7142万歩